# Awela
Awela is een bestuurslaag in het regentschap Nias Barat van de provincie Noord-Sumatra, Indonesië. Awela telt 718 inwoners (volkstelling 2010).